# Ларіонов Микола Євгенович
Микола Євгенович Ларіонов (рос. Николай Евгеньевич Ларионов; нар. 19 січня 1957, Волхов, Ленінградська область, РРФСР) — радянський та російський футболіст, півзахисник та захисник, російський футбольний тренер. Майстер спорту СРСР.

## Життєпис
Більшу частину кар'єри провів у ленінградському «Зеніті», в складі якого став чемпіоном СРСР у 1984 році. В дубль «Зеніту» перейшов у 17 років, але заграти відразу в команді майстрів йому не вдалося, і на декілька сезонів Ларіонов відправився в ленінградське «Динамо». У 1979 році повернувся в «Зеніт», після чого понад 10 сезонів захищав кольори клубу, у 1983—1985 роках був капітаном команди.
Один з небагатьох гравців «Зеніта», які постійно виступали за збірну СРСР (більше за нього серед «зенітівців» за збірну зіграв лише Василь Данилов). У 1983 році отримав важку травму, але через рік, коли «Зеніт» боровся за золото, повернувся на поле і в «золотому» матчі проти «Металіста» відкрив рахунок.
Бронзовий призер чемпіонату СРСР 1980 року, володар Суперкубку СРСР 1985 року. Тричі включався в список 33-ох найкращих футболістів сезону в СРСР (№ 2 — 1983, 1985, № 3 — 1984). Гравець збірної СРСР (19 матчів, 2 голи), в її складі брав участь в чемпіонаті світу 1986 року. На мундіалі зіграв два матчі: зі 
збірною Угорщини (6:0) та  збірною Франції (1:1), в обох з'являвся на полі зі стартових хвилин.
Завершивши кар'єру гравця, працював тренером у СДЮШОР «Зеніт». Був членом тренерського штабу «Зеніту», очолював дублюючий склад. У 2004—2006 роках працював в «Зеніті» начальником команди. У вересні 2006 року звільнений з останньої посади у зв'язку з її скороченням.
З 2008 року працював у тренерському штабі молодіжної команди «Зеніту», в 2009 році виконував обов'язки головного тренера. Під його керівництвом молодіжна команда стала чемпіоном Росії 2009 року.